# Skate 3
Skate 3 es la tercera entrega de la serie de videojuegos Skate,  desarrollado por EA Black Box y distribuido por Electronic Arts. Publicado el 11 de mayo de 2010, es la secuela del juego del 2009, Skate 2.

## Argumento
Algún tiempo después de Skate 2, el personaje del jugador ha demostrado que es uno de los mejores, y ahora se conoce con el alias "La Leyenda". Están asistiendo a la Universidad de Port Carverton. Después de un intento fallido de "Jump The Shark" (Salta el tiburón), un desafío de Thrasher en el estadio, su próximo objetivo en la vida es convertirse en el mejor y más influyente patinador, formando un equipo compuesto por patinadores como ellos. Su objetivo es vender más de un millón de tablas mientras hace los mismos trabajos ocasionales en Port Carverton. Cuando se venden un millón de tablas, los jugadores pueden usar nuevos estilos de ropa para su patinador y la trama termina ahí.

## Jugabilidad
El juego se lleva a cabo en el ciudad ficticia de Port Carverton, que abarca una gran población de skaters, a diferencia de la mentalidad de "el skate es un crimen" en el segundo juego. Aunque la ubicación es un lugar más colorido y más amigable que en Skate 2, el desenvolvimiento y las calles granuladas, hacen que el juego proporcione una sensación similar a los dos primeros juegos. Port Carverton está conformada por tres distritos: el centro de la ciudad, la Universidad y la Zona Industrial. Aunque el aspecto general de la ciudad es muy limpio (excepto en la Zona Industrial), cada distrito tiene sus propios diseños únicos y monumentos. El centro de la ciudad está lleno de bordes rígidos pulidos y carriles, mientras que la Universidad está llena de bancos y zonas abiertas. La Zona Industrial es la más singular, pues cuenta con una gran cantera de ladrillos y piedras.
Varios profesionales notables del skate aparecen durante el juego, como Rob Dyrdek, Darren Navarette, Terry Kennedy, Eric Koston, Chris Cole, Pat Duffy y el también actor Jason Lee.
En contraste con el Skate original se han añadido dos nuevos niveles de dificultad: modos "Easy" y "Hardcore". "Easy Mode" permite al jugador realizar trucos más fáciles y proporciona un mayor control del personaje. "Modo hardcore" trata de una simulación más cercana del skate y el jugador debe realizar trucos precisamente. El juego también cuenta con una introducción en "la escuela de Skate", donde el entrenador Frank (Jason Lee) enseña a los jugadores sobre el skateboarding, los principales que te enseña son el grind y el ollie. Esta característica es opcional y la zona también puede visitarse cuando estés haciendo Skate de forma libre.
Similar al juego "Tony Hawk", Skate 3 presenta un "Parque de Patinaje", que deja a los jugadores construir el parque de acuerdo a las medidas que se quiera.
EA introdujo tres nuevos modos de juego en línea: "1-Up", "Dominación" y "El lote propio". En el "1 Up", los jugadores compiten por turnos para vencer la última calificación del otro jugador/equipo en un determinado período de tiempo. En "Dominación", los equipos compiten para ganar más puntos en juego puntos en un área dentro de un límite de tiempo. En "el lote propio", los equipos compiten para ser el primero en completar un número de trucos especificados en un área determinada.

## Banda sonora
La banda sonora, fue revelada en el sitio web oficial de EA Skate  el 19 de marzo de 2010, contiene 46 pistas.
John King de The Dust Brothers compuso una partitura original para el juego de. Según la Página web de Mutato Muzika, Mark Mothersbaugh de Devo y Del Funkee Homosapien haría el SOT de Skate 3. El juego también cuenta con música del compositor Dan Diaz, que continúa su trabajo con la franquicia después de escribir para Skate 2 y Skate. Una canción notable es "I´m Comin' Home" de Cheeseburger, que suena durante la escena inicial del juego.

## Desarrollo
En el diario de los desarrolladores, fue revelado que personajes como Joey Brezinski, Rob Dyrdek, Benny Fairfax, Josh Kalis, Lizard King, Andrew Reynolds, Chris Haslam, Terry Kennedy, Chris Cole, Jason Dill, y   Dan Drehobl aparecen en el juego. Introdujeron nuevos trucos, como el darkslide, underflip y la caída desde el bowl o una rampa.
La caja negra (Black Box) ha anunciado que traerá el modo de juego "Party Play" de nuevo que estaba en EA Skate, y de Skate 2, el modo de juego libre. Skate 3 es de clasificación T en México.

## Contenido descargable
Se ha hecho el contenido descargable disponible para el juego a través del Xbox Live Marketplace y PlayStation Store. Los cuales algunos pueden usarse en línea
Pack "El Tiempo es Dinero"  (lanzado el 14 de mayo de 2010)
Desbloquea todos los lugares, skaters y objetos, también todos todos los objetos de los Skate Parks, los cuales se consiguen jugando la carrera y el modo en línea.
Pack Skate comparte (lanzado 14 de mayo de 2010)
Permite la posibilidad de compartir creaciones del skater (videos, fotos, parques), así como acceder a Skate. Imágenes de carrete y Skate personalizado. Parques creados por la comunidad de Skate . Esto está disponible como código desbloqueable gratis para los jugadores que compren una copia nueva y sellada del juego.
Filmer Pack (lanzado el 14 de mayo de 2010)
Le da al jugador más opciones para el control de la cámara durante la edición del vídeo o fotografía y añade la opción de subir el vídeo en alta resolución.
Pack Maloof Money Cup 2010 NYC (lanzado el 22 de junio de 2010)
Este pack (que se basa en el Maloof Money Cup real) incluye una recreación del parque calle personalizado construido para la Copa 2010 de Maloof y se tiene la capacidad para competir en el concurso.
Distribución del Black Box Skate Park (lanzado el 22 de junio de 2010)
Con entrenamientos privados de Zero, Mystery y Fallen. Estaba originalmente era de disponibilidad libre para los jugadores que pre-compraron el juego.

Pack “Danny Way's Hawaiian Dream” (publicado 6 de julio de 2010)
Un parque de skate enorme cargado con todo, desde el terreno original de la calle que fluye por los parques de skate a mega rampas, desbloqueas nuevos objetos de Plan B y un nuevo atuendo de Danny Way.
Pack “Después de la Oscuridad”  -“After Dark Pack”-  (lanzado el 27 de julio de 2010)
Incluye dos nuevas áreas (el sanatorio y el DYI San Van) y la capacidad de patinar en la noche. Está disponible gratis para los jugadores que han activado el código Skate Share Pack incluido en el empaque del juego.
Pack de actualización Skate.Create (lanzado el 17 de agosto de 2010)
Incluye dos nuevos lotes de construcción para los skate parks (la Back Lot Park y el Downtown Night Park), 11 nuevas piezas de terreno, 10 piezas nuevas para el branding, 3 pedazos nuevos de follaje, más de 25 piezas diversas nuevas de terreno  (como la pantalla verde y algunos edificios), más de 15 nuevos sellos (utilizados como logos del equipo), también se desbloquean los personajes Slappy y Fabio de Skate, algunos nuevos elementos para crear un personaje y nuevas características al editor de grabaciones, así como los nuevos artículos con temáticas de Miracle Whip (una marca estadounidense de crema batida), que son desbloqueados con el código de truco "dontbesomayo".
Pack San Van Party (lanzado el 21 de septiembre de 2010)
Incluye una nueva característica en modo de juego y distintos desafíos de estilo, en una gran parte de la zona urbana de Rez desde el juego original de Skate, un nuevo estilo en el skate park del Pacífico Noroeste, un nuevo skate park para construir y nuevas piezas para los parques de skate.

## Recepción
Skate 3 recibió críticas generalmente positivas, con 7.5 por parte de GameSpot. La página web 1UP.com también dio al juego una crítica favorable, premiando al juego y alabándolo por el estilo del tutorial de esta entrega, diciendo: "Skate 3 también renueva las ayudas en el juego y el tutorial. Nuevas técnicas de formación [...] asegurar que tutorial de iteración sea algo más que un ejercicio de ensayo y error." IGN UK también dio al juego una revisión positiva, otorgándole un 8.0, pero expresaron preocupación sobre el lanzamiento anual de los juegos, y que indica que hay muy pocas características que Skate 3 "podría llamar propias".
El juego se ha convertido muy popular, gracias al canal web Let's Play, debido a su humor sobre la física y sus problemas, dando por resultado el juego de ser un juego de venta de alta finales de 2014, lo que hizo a EA realizar una reimpresión del título.

## Demo
El demo de Skate 3 fue lanzado el 15 de abril de 2010. Contiene algunos tutoriales de Skate. Escuela, una introducción a pasillo de la carne, dos áreas de Carverton y varios retos, algunos de los cuales se puede jugar en línea, solo o en equipo o cooperativo. En el primer demo fue lanzado con acceso y jugabilidad en línea. Hay un límite de tiempo de 20 minutos en la demostración, después de lo cual se reinicia el juego, y al jugador se le da la opción de reiniciar o salir.